# ارتباط لمسی

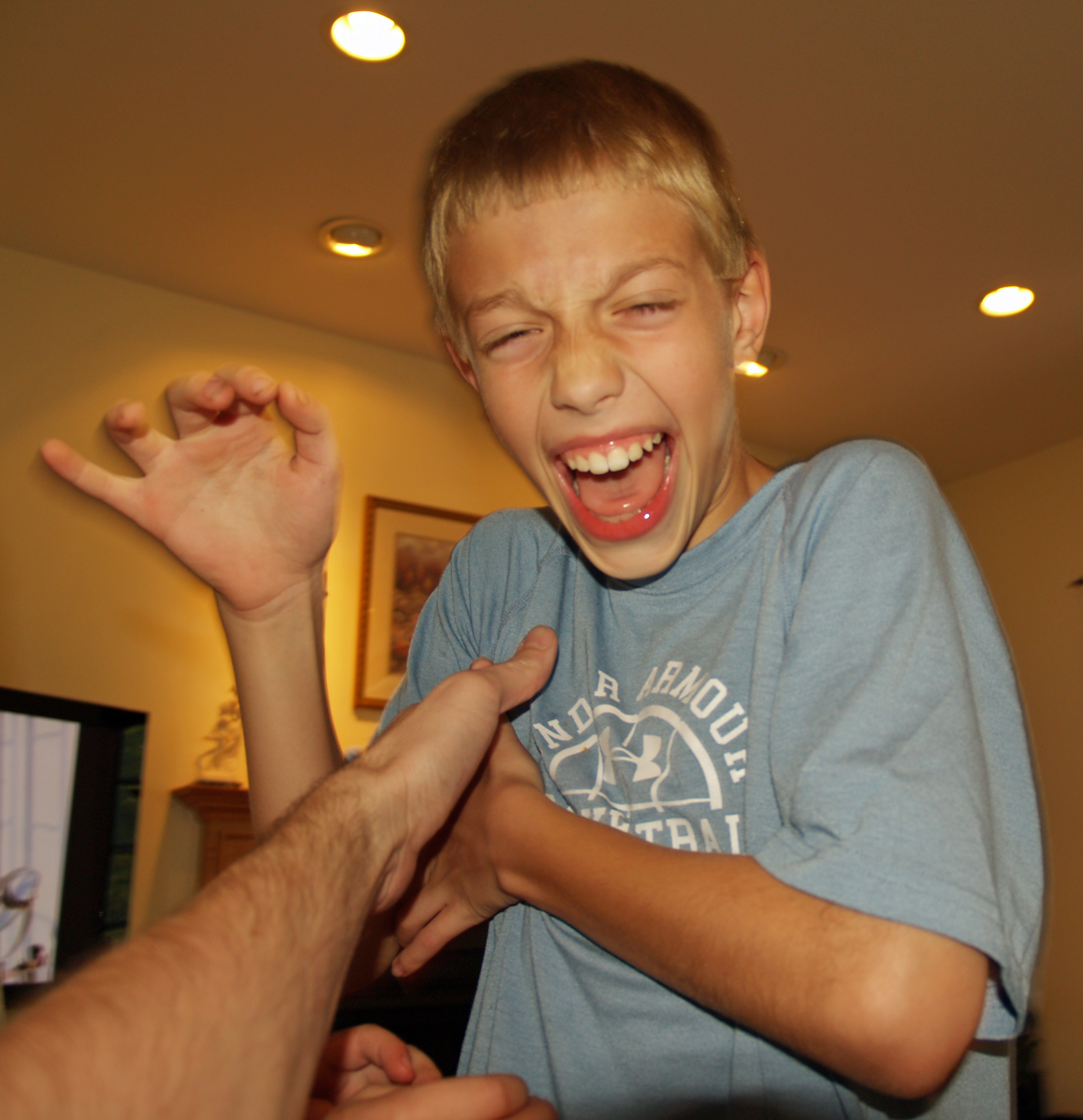
پسری که غلغلک می‌زند می‌خندد

ارتباط هپتیک (به انگلیسی: Haptic communication) شاخه‌ای از ارتباط‌های غیرکلامی است که به روش‌های ارتباط و تعامل انسان‌ها و جانوران از طریق حس لامسه اشاره دارد. لامسه پیچیده‌ترین و صمیمی‌ترین حواس پنج‌گانه است. لمس یا لامسه، از کلمه یونانی باستان haptikos برای ارتباط بسیار مهم و برای بقا حیاتی است.
هسلین پنج دسته ارتباط لمسی را بیان می‌کند:
کارکردی/حرفه‌ای
وظیفه‌مداری را بیان می‌کند
اجتماعی / مودبانه
تعامل آیینی را بیان می‌کند
دوستی/گرمی
رابطه‌ای خاص را بیان می‌کند
عشق / صمیمیت
وابستگی عاطفی را بیان می‌کند
جنسی / برانگیختگی
نیت جنسی را بیان می‌کند